# Erismatica erythropis
Erismatica erythropis är en fjärilsart som beskrevs av Edward Meyrick 1933. Erismatica erythropis ingår i släktet Erismatica och familjen glasvingar. Inga underarter finns listade i Catalogue of Life.